# 몬테네로디비사차
몬테네로디비사차(이탈리아어: Montenero di Bisaccia)는 이탈리아 몰리세주 캄포바소도의 코무네다. 캄포바소로부터 북쪽 45km 거리에 있다.